# 憶礼福留
憶礼 福留（おくらい ふくる、生没年不詳）は、百済の官吏あるいは武人。官位は達卒。故国の滅亡に伴い、白村江の戦いの後に倭国（日本）へ亡命した。

## 記録
氏の「憶礼」は憶頼とも表記され、意味は百済の聖地を指すとされるほか、百済の雅称である「意流」・「尉礼」・「意呂」に由来するとの説がある。
『日本書紀』巻第二十七によれば、天智天皇2年（663年）9月24日（甲戌）、余自信、木素貴子、谷那晋首ら百済の民と倭の船師達と共に弖礼城に至り、翌日倭国へ向けて出航した。福留は兵法に詳しく、天智天皇4年（665年）8月には、同じく百済の遺臣で達卒の四比福夫と共に筑紫国に大野城と椽城（古代山城）を築いた。天智天皇10年（671年）1月には大山下の冠位を授けられた。
一族には、天平宝字5年（761年）3月の記事にある憶頼子老がおり、『新撰姓氏録』によれば近肖古王の孫にして、石野連の祖先とされる。